# John Ross
John Ross, född 24 juni 1777 i Balsarroch i Skottland, död 30 augusti 1856 i London, var en brittisk polarfarare.

## Biografi
Ross ingick tidigt i engelsk sjötjänst, i vilken han avancerade till konteramiral, och företog tre polarexpeditioner, 1818 och 1829–33 (den senare bekostad av hans vän Sir Felix Booth) för att uppsöka nordvästpassagen och 1850–51 för att hjälpa en expedition under John Franklin. Han adlades 1833 och utnämndes samma år till brittisk konsul i Stockholm, där han kvarstannade till 1847. Ross utgav resebeskrivningarna Voyage of discovery for the purpose of exploring Baffin’s bay (1819; svenska: "Upptäcktsresa i Baffinsviken", 1833) och Narrative of a second voyage in search of a north west passage (1834; svenska: "Beskrivning om en resa i polartrakterna till upptäckt av en nordvästlig genomfart" etc., 2 band, 1835–36).
Även hans brorson, James Clark Ross, var polarforskare.